# Герсевановка
Герсевановка (укр. Герсеванівка) — село,
Переможанский сельский совет,
Лозовский район,
Харьковская область, Украина.
Код КОАТУУ — 6323985003. Население по переписи 2001 года составляет 413 (184/229 м/ж) человек. Почтовый индекс: 64634

## Географическое положение
Село Герсевановка находится на расстоянии в 2 км от сёл Перемога, Отдыхное, Водолага, Рубежное, Раздоры.
Через село проходит железная дорога, станция Герсевановский.
Рядом проходит автомобильная дорога Т-2107.

## Происхождение названия
Своё название село получило по фамилии Николая Михайловича Герсеванова (настоящая фамилия — Герсеванишвили).
В прессе тех времён упоминается, что в XIX в. землевладения известного помещика Куликовского разделили между собой его наследники. Так в этих степных краях появились дворянские сёла Герсевановых, Панютиных, Зарудных.

## История
- 1905 — дата основания.

## Религия
- Церковь Пантелеимона[2].